# Municipio de Tuzantán
El municipio de Tuzantán es uno de los 124 municipios del estado mexicano de Chiapas. Se encuentra al sur del estado en la región del Soconusco. Forma parte del distrito XVI o distrito de Huixtla.

## Localización
Enclavado en las inmediaciones de la Sierra Madre de Chiapas y la zona Costa, en la región del Soconusco, con sólo 268.3 km² de extensión territorial, representando el 0.4% de la superficie total del Estado de Chiapas, se encuentra Tuzantán, un pueblo precortesiano que a lo largo de la historia ha tenido significantes cambios que han sido guardados en la reminiscencia del pueblo. Al sur, suroeste, oeste y noroeste, el municipio colinda con Huixtla, al sur, sureste y este con Huehuetán, al noroeste y este con Tapachula de Córdova y Ordóñez y al norte y noroeste con Motozintla, que en la tradición oral guarda cierta consanguinidad con el municipio en cuestión.
Tuzantán de Morelos, la cabecera del municipio, se ubica a los 15° 8' 38 de latitud norte, 92° 25' 18 de latitud oeste, con una altitud promedio de 110 m sobre el nivel del mar.
Los acontecimientos que en Tuzantán y el Soconusco han venido surgiendo, han forjado la identidad cultural tanto de Tuzantán como de los soconusquenses.

## Toponimia
El nombre Tuzantán es de origen náhuatl y significa "lugar donde abundan las tuzas". Cecilio Robelo, en su obra «Toponimia Tarasco-Hispano-Nahoa» señala que la palabra Tuzantla significa "lugar de tuzas".

## Historia
Tuzantán parece haber sido originalmente un asentamiento mayense, probablemente proto-mameano, por los restos arqueológicos encontrados en el municipio.
A principios del siglo XX llegan como trabajadores en la construcción del ferrocarril, familias procedentes de la República de China, que se asentaron en Tuzantán y posteriormente se diseminaron en la Costa del Estado.

## Demografía
De acuerdo a los resultados del Censo de Población y Vivienda de 2020 realizado por el Instituto Nacional de Estadística y Geografía, la población total del municipio es de 30 302 habitantes, lo que representa un crecimiento promedio de 0.76% anual en el período 2010-2020 sobre la base de los 28 137 habitantes registrados en el censo anterior. Al año 2020 la densidad del municipio era de 173,9 hab/km².
| Gráfica de evolución demográfica de Municipio de Tuzantán entre 2000 y 2020 |
|                                                                             |
| Fuente: Instituto Nacional de Estadística Geografía e Informática           |

El 49.2% de los habitantes (14 900 personas) eran hombres y el 50.8% (15 402 personas) eran mujeres. El 89.2% de los habitantes mayores de 15 años (18 578 personas) estaba alfabetizado. La población indígena era de 465 personas.
El municipio presenta de grado alto de vulnerabilidad social, con el 21.6% de su población en estado de pobreza extrema.

### Localidades
En el censo de 2020 el municipio de Tuzantán contaba con 115 localidades.
| Código INEGI      | Localidad         | Población (2020) |
| ----------------- | ----------------- | ---------------- |
| 071030001         | Tuzantán          | 3 536            |
| 071030036         | Xochiltepec       | 2 570            |
| 071030030         | Primer Cantón     | 1 555            |
| 071030034         | Estación Tuzantán | 1 225            |
| 071030035         | Villa Hidalgo     | 1 209            |
| 071030031         | Segundo Cantón    | 1 119            |
| Otras localidades | Otras localidades | 19 088           |
| Total municipal   | Total municipal   | 30 302           |

## Actividades económicas
Las principales actividades económicas del municipio son el comercio minorista, la elaboración de productos manufacturados y en menos medida la prestación de servicios vinculados al alojamiento temporal y la elaboración de alimentos y bebidas.

## Turismo
Los principales atractivos turísticos son: La Cascada del río Huixtla en Nueva Tenochtitlan y las Grutas de Villa Hidalgo.
Las celebraciones más importantes son: la Feria del 20 de noviembre y la Feria de la Aparición de San Miguel Arcángel.